# National Trails System

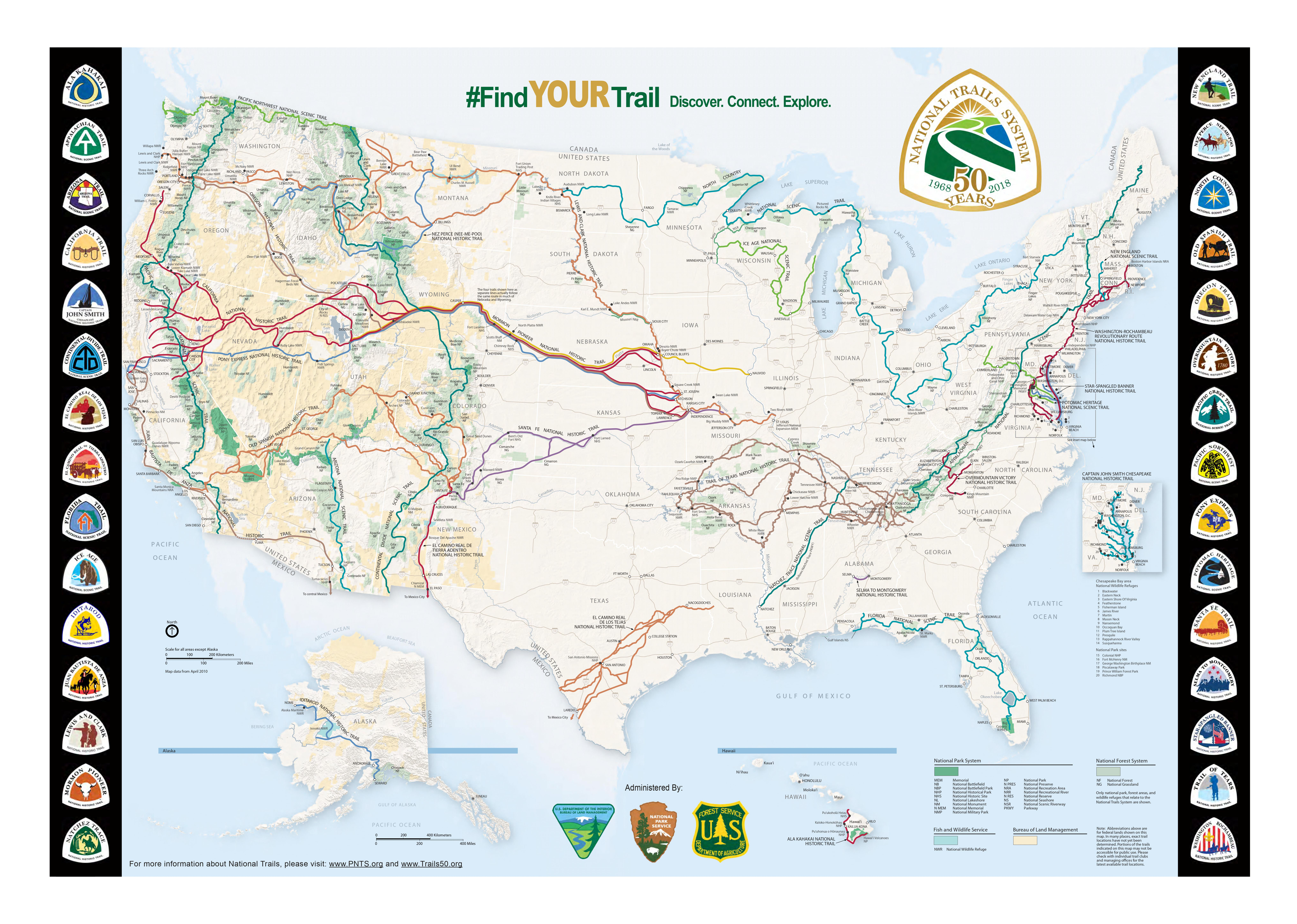
National Trails System

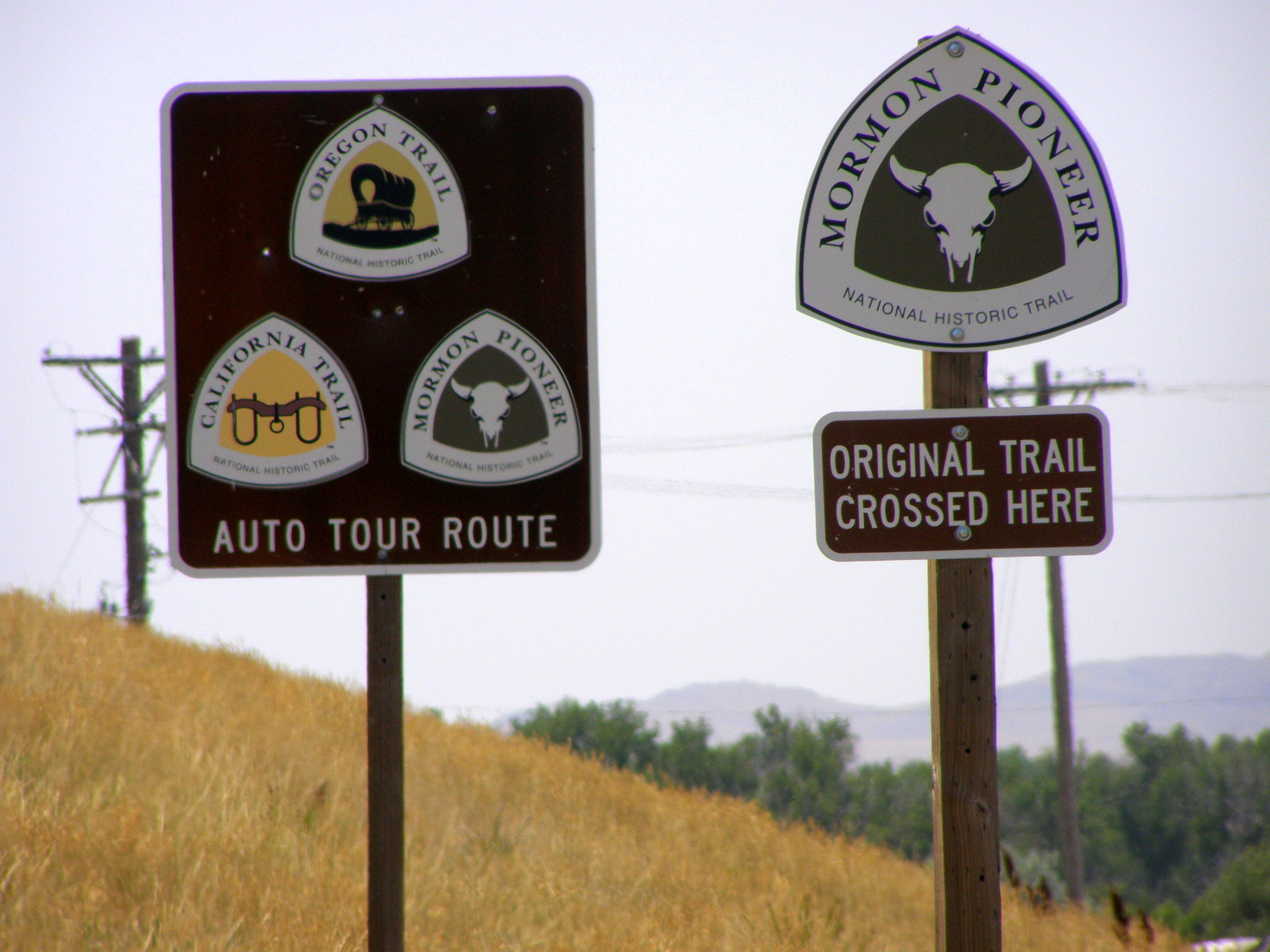

Het National Trails System is het netwerk van langeafstandswandelpaden in de Verenigde Staten. De routes (National Scenic Trails, National Historic Trails, National Recreational Trails, National Geologic Trail) hebben als logo een afgeronde driehoek.
- Appalachian Trail
- Arizona Trail
- Continental Divide Trail
- Florida Trail
- Ice Age Trail
- Natchez Trace Trail
- New England Trail
- North Country Trail
- Pacific Crest Trail
- Pacific Northwest Trail
- Potomac Heritage Trail